# Stazione di Ageo
La stazione di Ageo (上尾駅?, Ageo-eki) è una stazione ferroviaria situata nella città di Ageo, nella prefettura di Saitama in Giappone, ed è servita dalle linee Shōnan-Shinjuku e Takasaki della JR East.

## Linee
East Japan Railway Company
■ Linea Takasaki
■ Linea Shōnan-Shinjuku

## Struttura
La stazione è dotata di un marciapiede a isola e di uno laterale con tre binari in superficie.
| 1-2 | ■ Linea Takasaki        | per Ōmiya, Urawa e Ueno                        |
| 1-2 | ■ Linea Shōnan-Shinjuku | per Ōmiya, Shinjuku, Yokohama, Ōfuna e Odawara |
| 3   | ■ Linea Takasaki        | per Kumagaya, Kagohara, Takasaki e Maebashi    |

## Stazioni adiacenti
| «                     | Servizio                      | »              |
| Linea Takasaki        | Linea Takasaki                | Linea Takasaki |
| --------------------- | ----------------------------- | -------------- |
| Miyahara              | Locale                        | Kita-Ageo      |
| Ōmiya                 | Rapido Urban Rapido pendolari | Okegawa        |
| Linea Shōnan-Shinjuku |                               |                |
| Miyahara              | Rapido                        | Kita-Ageo      |
| Ōmiya                 | Rapido speciale               | Okegawa        |